# Universiteit van Ouagadougou
De Universiteit van Ouagadougou is gelegen in Ouagadougou, de hoofdstad van Burkina Faso. De universiteit werd gesticht in 1974 met slechts 374 studenten en het is Burkina Faso's eerste hoger onderwijsinstituut. Het aantal studenten groeide na de oprichting echter snel.
De universiteit opende in 1995 een tweede campus in Bobo-Dioulasso. In 1996 werd een derde campus geopend in Koudougou. Tot 1997 was het de enige universiteit in Burkina Faso, toen de campus in Bobo-Dioulasso formeel als autonoom onderwijsinstituut werd opgericht als de Universiteit van Bobo-Dioulasso.
In het academische jaar 2003-2004 staan bijna 20.000 studenten ingeschreven bij de Universiteit van Ouagadougou. Er zijn permanent ongeveer 340 docenten in dienst en verder beschikt de universiteit over een technische staf van 350 personen.
De Universiteit van Ouagadougou onderhoudt een samenwerkingsverband met de Rijksuniversiteit Groningen in Nederland.